# Adramyttium

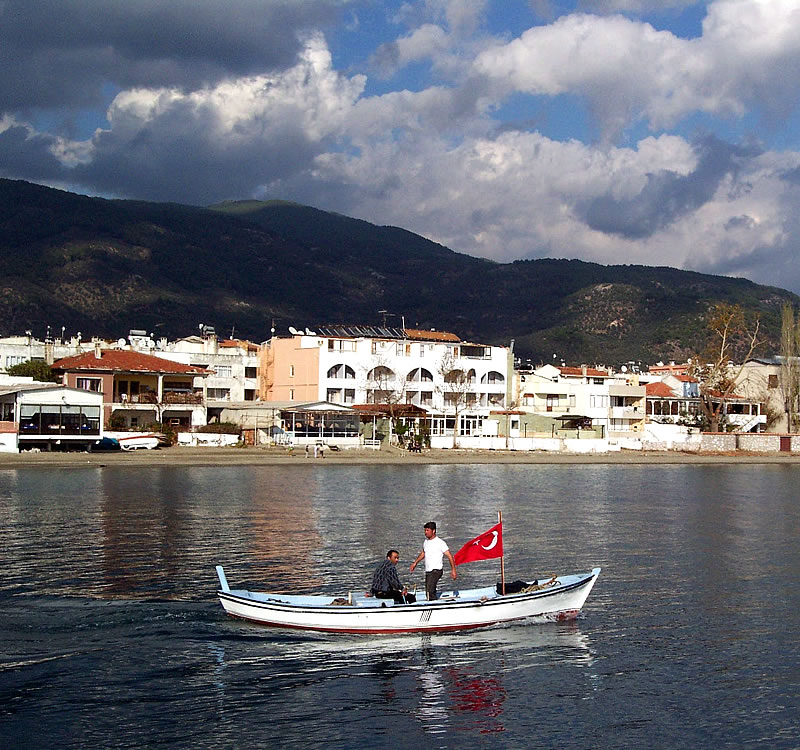
bij Edremit

Adramyttium, Oudgrieks: Ἀδραμύττιον, was een stad in Turkije, in de tijd van het oude Griekenland aan de kust van Mysia. De naam van de stad was in de klassieke oudheid Aeolis. De stad Edremit ligt er nu en dat is een regionaal vakantiecentrum en verkeersknooppunt in de provincie Balıkesir. 
Adramyttium wordt terloops in de Handelingen van de apostelen genoemd, in Handelingen 27:2. Paulus ging voor zijn vertrek naar Italië aan boord van een schip uit Adramyttium dat hem naar Sidon bracht.
De stad Adramyttium vormt het toneel van de openingsscène in een boek van Jan van Aken, de historische roman De dwaas van Palmyra, uit 2003.

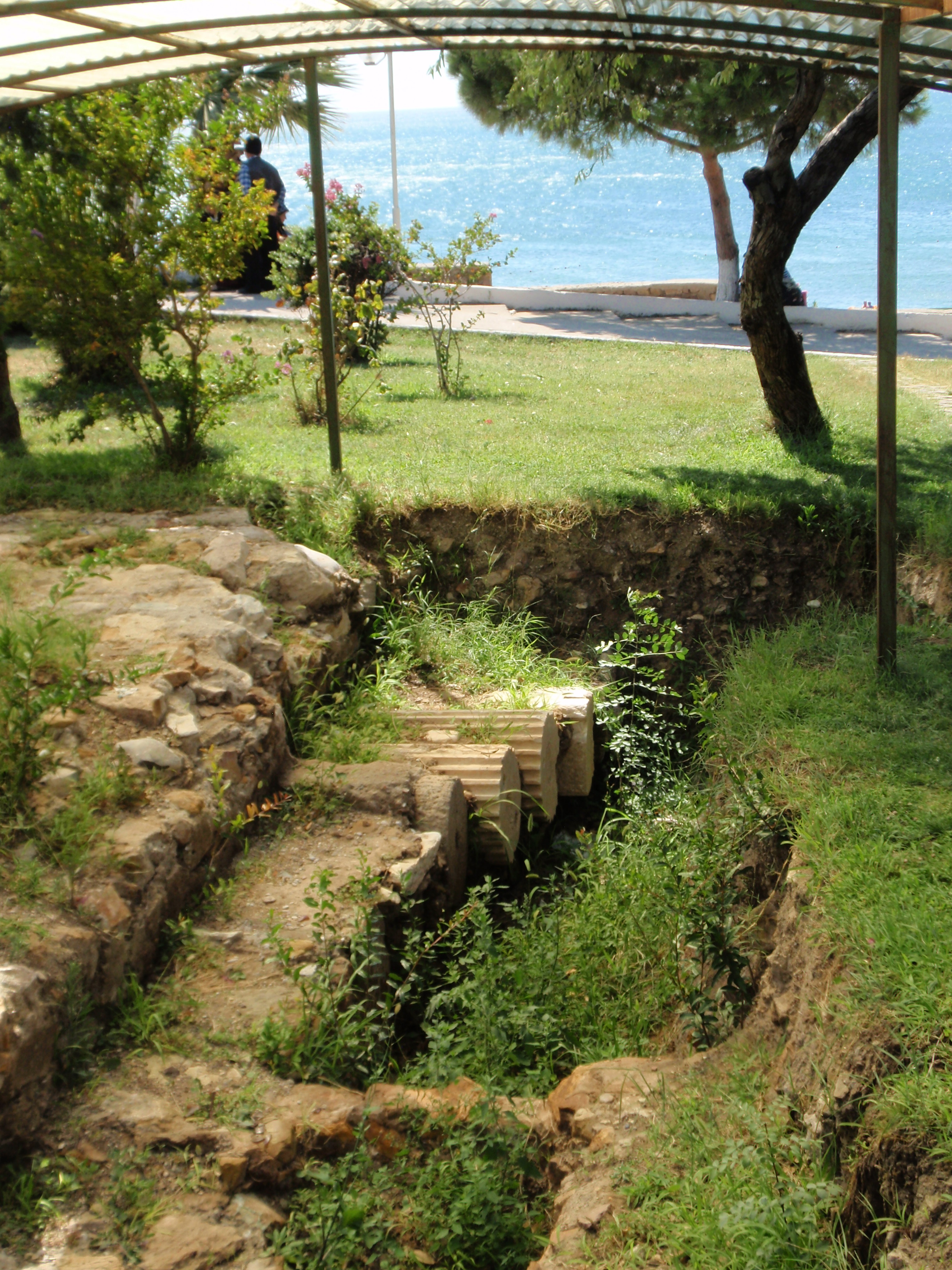
Dorische zuilen van de tempel van Apollo